# زبرا سه
زبرا سه (Zebra Three) خودرویی است که در سال‌های ۱۹۷۲  تا  ۱۹۷۶در میشیگان، شیکاگو، ایلینوی، آتلانتا، جورجیا و  اوهایو تولید شده‌است.
این خودرو در کلاس خودرو سایز متوسط قرار گرفته و  طراحی آن خودروهای موتور جلو-محور عقب بوده است. سیستم جعبه‌دندهٔ آن ۳ دنده به صورت خودکار است.